# فاقوس
فاقوس (عربی: فاقوس Fāqūs) نام شهری در استان شرقی مصر است و دارای جاذبه‌های محلی شامل بناهای تاریخی مصر باستان است.